# Scaphiophora appendiculata
Scaphiophora appendiculata är en enhjärtbladig växtart som först beskrevs av Rudolf Schlechter, och fick sitt nu gällande namn av Rudolf Schlechter. Scaphiophora appendiculata ingår i släktet Scaphiophora och familjen Burmanniaceae. Inga underarter finns listade i Catalogue of Life.